# Czekoladowa plamistość bobu

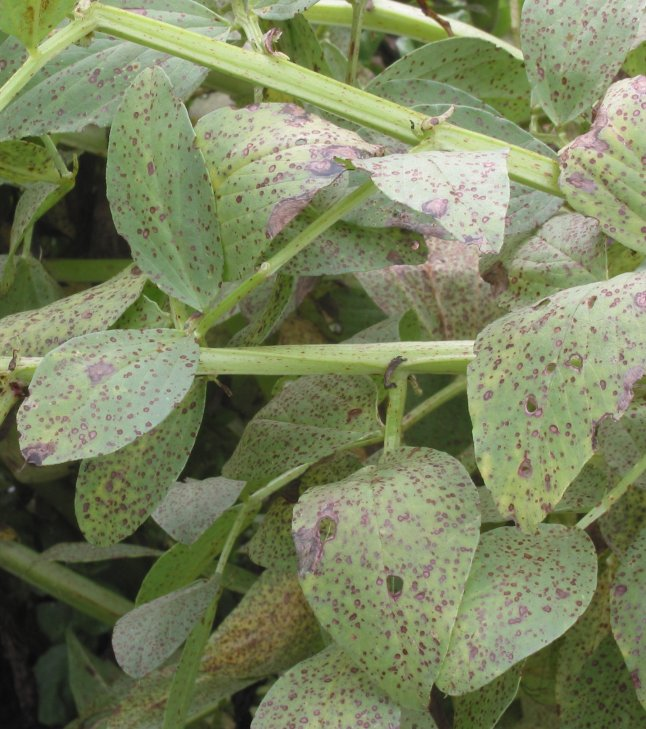
Objawy na liściach bobu

Czekoladowa plamistość bobu – grzybowa choroba roślin wywołana przez Botrytis fabae. Atakuje bób (zarówno typowy, jak i odmianę – bobik) i inne rośliny z rodziny bobowatych. W rolnictwie nazywana jest czekoladową plamistością bobiku, w ogrodnictwie czekoladową plamistością bobu.

## Występowanie i szkodliwość
W Polsce na plantacjach bobu choroba jest częsta. Powoduje brązowienie i zasychanie porażonych liści, co osłabia wzrost rośliny. Porażone pąki, kwiaty i zawiązki strąków opadają, wskutek czego nie następuje wytwarzanie nasion. Grzybnia patogenu może przenikać także przez okrywę strąków i atakować zawiązane już nasiona. Przy sprzyjającej patogenowi pogodzie może zostać porażonych do 35% nasion bobiku, a spadek plonu wynosi do 25%.

## Objawy
Pierwsze objawy pojawiają się w okresie kwitnienia bobu. Patogen atakuje głównie starsze tkanki, stąd też choroba nasila się dopiero w drugiej połowie sezonu wegetacyjnego. Na liściach mają postać drobnych plamek o średnicy 1–2 mm i charakterystycznej czekoladowej barwie. Barwa ta pochodzi od melaniny powstającej w wyniku utleniania przez patogen aminokwasu tyrozyna. Z czasem plamki powiększają się, a dookoła nich tworzy się biała obwódka. Silnie porażone liście brunatnieją, zasychają i opadają. Plamki powstają także na kwiatach, łodygach i strąkach, tu mają jednak mniej intensywną barwę.
Czekoladową plamistość bobu można łatwo pomylić z chwościkiem bobu wywołanym przez grzyba Cercospora zonata. Najważniejszą dla chwościka cechą diagnostyczną są konidiofory grzyba pojawiające się na liściach podczas wilgotnej pogody. Mają postać pęczków, które w skupiskach od 3 do 12, wyłaniających się z powierzchni liścia. Makroskopowo wyglądają jak rzadki, szary lub biały nalot.

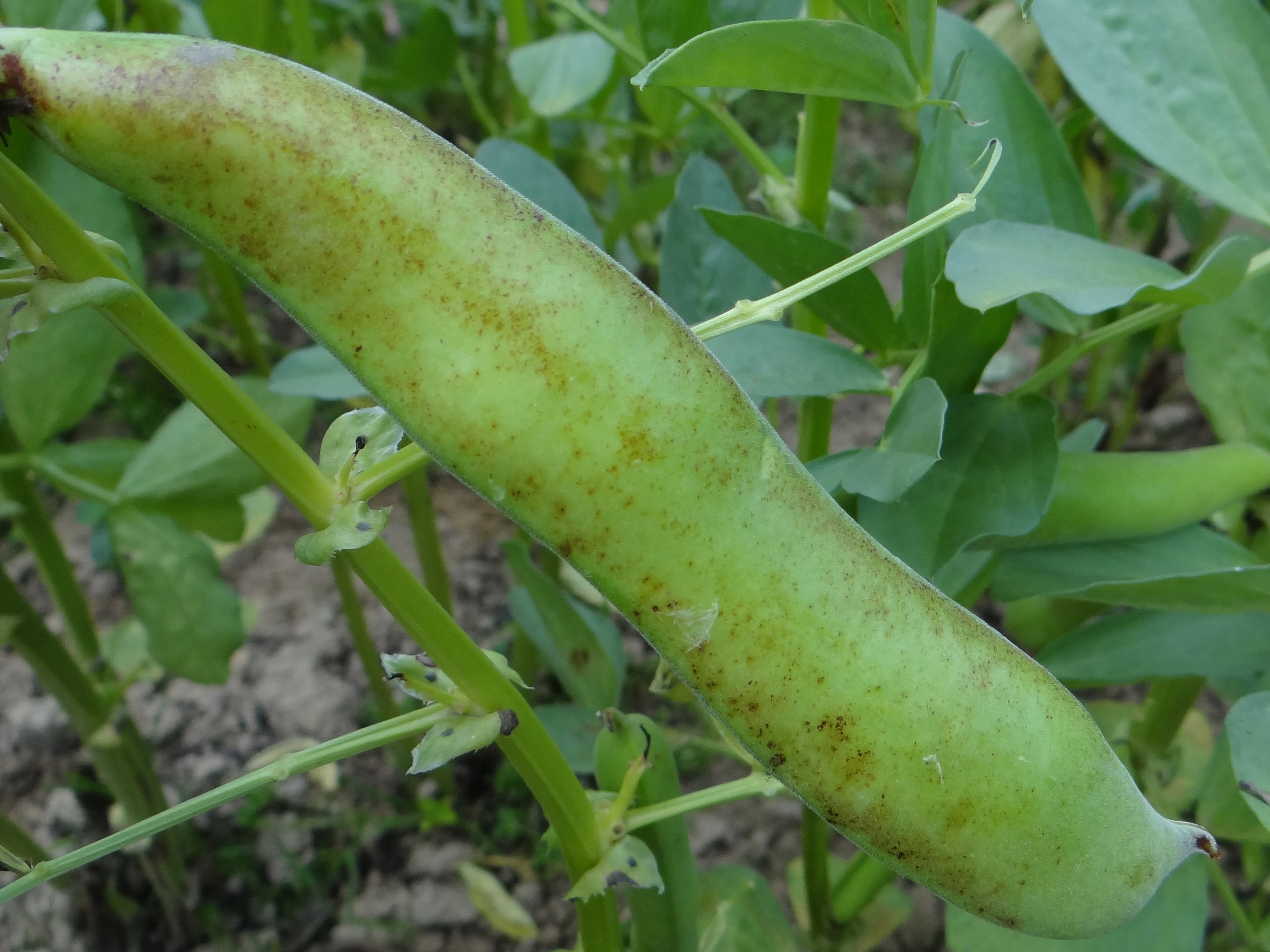
Porażony strąk bobu
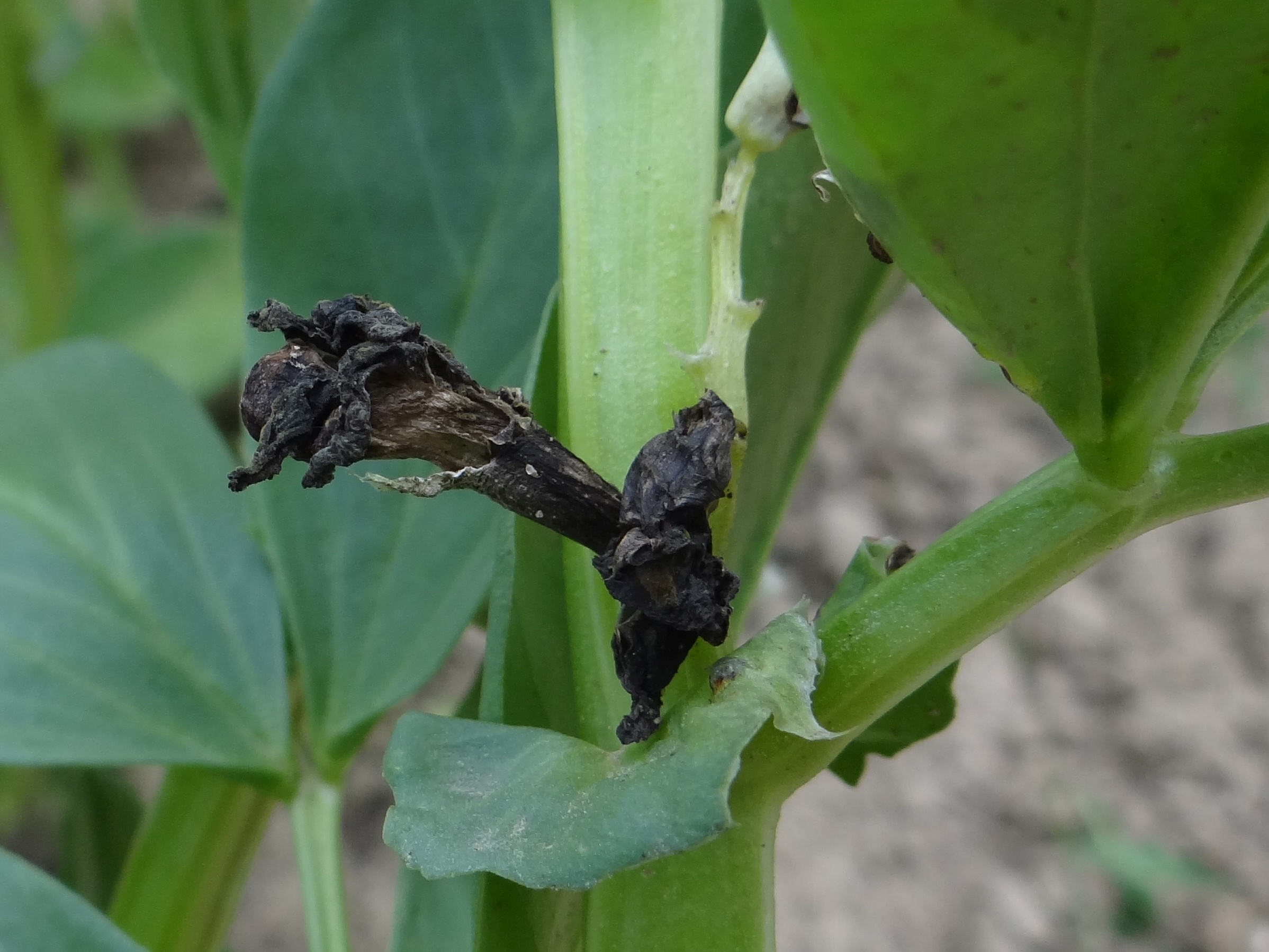
Obumarły kwiat bobu
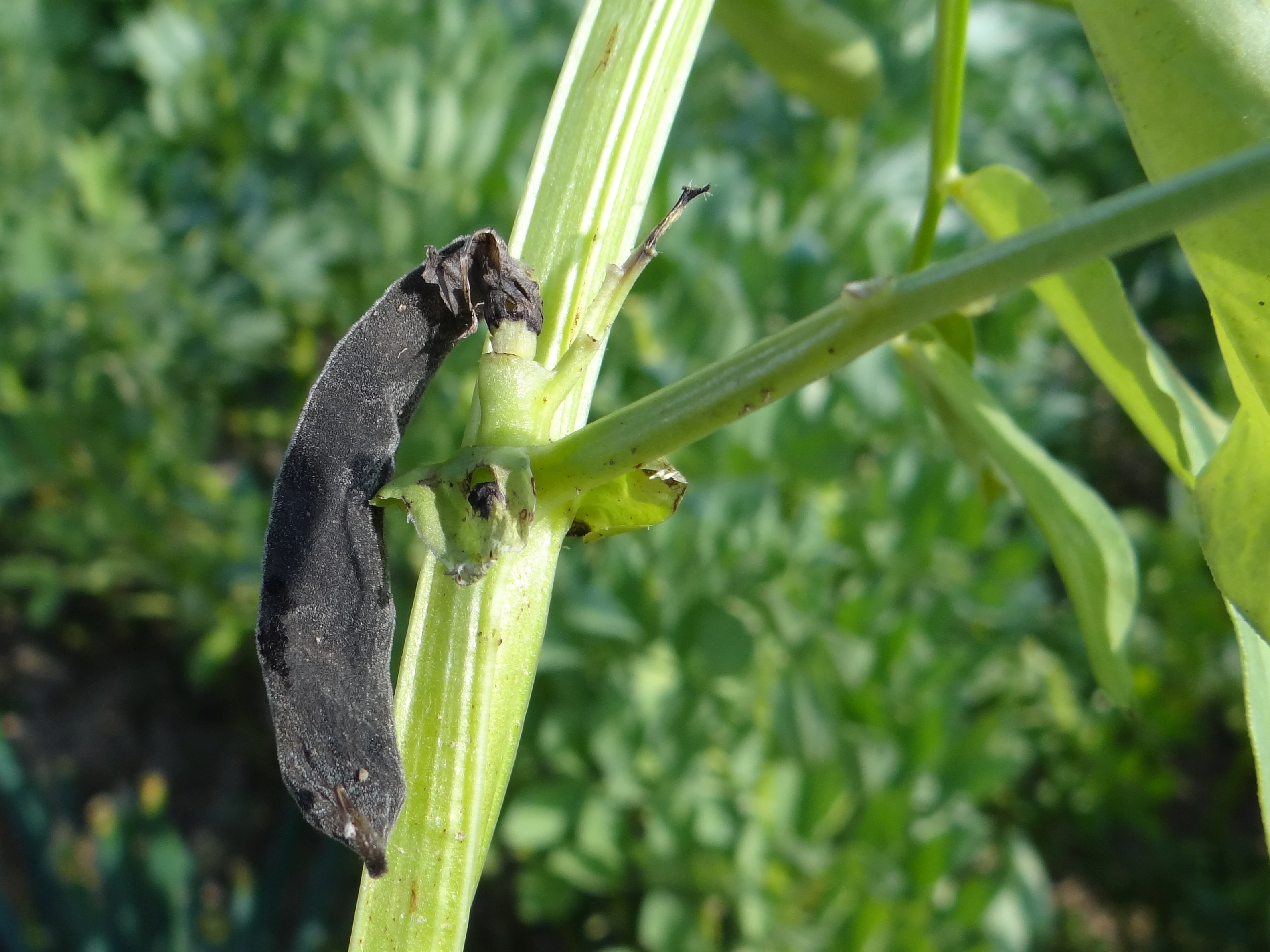
Obumarły zalążek strąka bobu
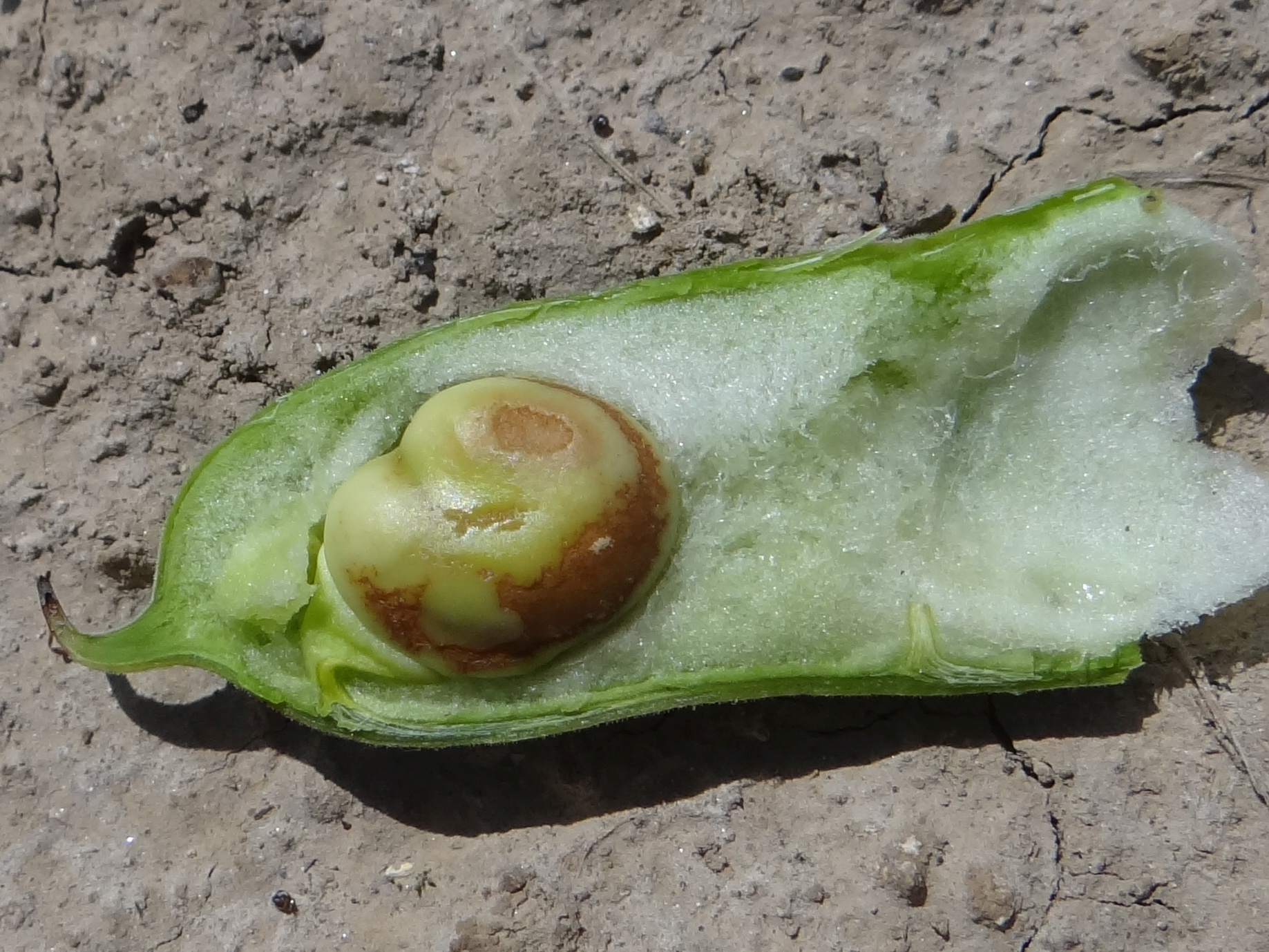
Porażone nasiono

## Epidemiologia
Zimuje grzybnia patogenu w porażonych nasionach i resztkach pożniwnych pozostających na polu po zbiorze. Rozwijając się w nich tworzy zarodniki konidialne, które wiosną dokonują infekcji pierwotnej na nowych roślinach bobu i bobiku. Na porażonych roślinach znów wytwarzane są zarodniki konidialne, które dokonują infekcji wtórnych rozprzestrzeniając chorobę.
Rozprzestrzenianiu się infekcji (zarówno pierwotnej, jak i wtórnej) sprzyja długotrwała deszczowa pogoda i umiarkowanie ciepła temperatura.

## Ochrona
Ogranicza się rozwój choroby przez:
- używanie do siewu zdrowych nasion,
- stosowanie kilkuletniego zmianowania,
- dokładne przyorywanie resztek roślin po zbiorze,
- zaprawianie nasion[6][3].
- w okresie wegetacji opryskiwanie roślin fungicydami. Ogranicza to rozwój również innych chorób grzybowych – askochytozy bobiku. Skutecznie choroby te zwalczają takie preparaty, jak: Bravo 500 SC, Dithane NeoTec 75 WG, Gwarant 500 SC, Topsin M 500 SC. Stosuje się 2-3 opryskiwania w odstępach 10-dniowych, najlepiej za każdym razem innym preparatem[2].